# Vela nos Jogos Pan-Americanos de 2019
As competições de Vela nos Jogos Pan-Americanos de 2019 em Lima, Peru, foram realizados de 3 a 10 de agosto no Yacht Club Peruano, em Paracas.
Foram realizados 11 eventos. Três dos eventos são masculino, três são femininos, dois são abertos (qualquer gênero pode competir) e três são mistos (um homem e uma mulher). Oito dos eventos fizeram parte dos Jogos Pan-Americanos de 2015, com a Nacra 17 e o Kites substituindo Hobie 16 e J/24. Um total de 148 atletas em 106 barcos se classificaram para competir nos jogos.
O melhor atleta da América do Norte e da América do Sul nas classes laser masculina e laser radial feminina se classificou para as competições de vela nos Jogos Olímpicos de Verão de 2020 em Tóquio, Japão.

## Qualificação
Um total de 148 velejadores e 106 barcos se classificaram para competir nos jogos. Uma delegação pode inscrever um barco em cada um dos dez eventos e um máximo de 15 atletas. Cada evento teve diferentes formas de classificação, com início em 2017. O país-sede (Peru) recebeu vagas automáticas em todos os dez eventos (15 atletas).

## Calendário
| Julho / Agosto | 24 | 25 | 26 | 27 | 28 | 29 | 30 | 31 | 1 | 2 | 3 | 4 | 5 | 6 | 7 | 8 | 9 | 10 | 11 |
| -------------- | -- | -- | -- | -- | -- | -- | -- | -- | - | - | - | - | - | - | - | - | - | -- | -- |
| Vela           |    |    |    |    |    |    |    |    |   |   |   |   |   |   |   |   | 6 | 5  |    |

|  | Dia de competição |  | Dia de final |

## Formato da competição
Todas as dez classes tiveram uma série de regatas iniciais, concluindo com a regata da medalha, que consistiu em 50% dos melhores barcos (mínimo de cinco). Todos os barcos competiram em doze regatas iniciais, exceto RS:X e 49erFX (com dezesseis regatas iniciais). Nos primeiros seis dias de prova, os barcos realizaram duas regatas diariamente, exceto RS:X e 49erFX, que fizeram três regatas nos primeiros quatro dias de prova. Os últimos dois dias de competição foram realizadas as regatas de medalha. 

## Medalhistas
Masculino
| Evento         | Ouro                                    | Prata                                | Bronze                                        |
| -------------- | --------------------------------------- | ------------------------------------ | --------------------------------------------- |
| RS:X detalhes  | Bautista Saubidet Birkner ARG Argentina | Pedro Pascual USA Estados Unidos     | Mack van den Eerenbeemt ARU Aruba             |
| Laser detalhes | Juan Ignacio Maegli GUA Guatemala       | Bruno Fontes BRA Brasil              | Charlie Buckingham USA Estados Unidos         |
| 49er detalhes  | Marco Grael Gabriel Borges BRA Brasil   | Yago Lange Klaus Lange ARG Argentina | Alexander Heinzemann Justin Barnes CAN Canadá |

Feminino
| Evento                | Ouro                                  | Prata                                            | Bronze                                           |
| --------------------- | ------------------------------------- | ------------------------------------------------ | ------------------------------------------------ |
| RS:X detalhes         | Patrícia Freitas BRA Brasil           | María Celia Tejerina ARG Argentina               | María Bazo PER Peru                              |
| Laser Radial detalhes | Sarah Douglas CAN Canadá              | Charlotte Rose USA Estados Unidos                | Lucía Falasca ARG Argentina                      |
| 49erFX detalhes       | Martine Grael Kahena Kunze BRA Brasil | Stephanie Roble Margaret Shea USA Estados Unidos | Victoria Travascio María Sol Branz ARG Argentina |

Aberto
| Evento           | Ouro                          | Prata                        | Bronze                         |
| ---------------- | ----------------------------- | ---------------------------- | ------------------------------ |
| Sunfish detalhes | Matheus Dellagnelo BRA Brasil | Luke Ramsay CAN Canadá       | Renzo Sanguineti PER Peru      |
| Kites detalhes   | Bruno Lobo BRA Brasil         | Nicolás Landauer URU Uruguai | William Cyr USA Estados Unidos |

Misto
| Evento             | Ouro                                                      | Prata                                                   | Bronze                                              |
| ------------------ | --------------------------------------------------------- | ------------------------------------------------------- | --------------------------------------------------- |
| Snipe detalhes     | Ernesto Rodriguez Hallie Schiffman USA Estados Unidos     | Ricardo Fabini Florencia Parnizari URU Uruguai          | Rafael Martins Juliana Duque BRA Brasil             |
| Lightning detalhes | Javier Conte Paula Salerno Ignacio Giammona ARG Argentina | Cláudio Biekarck Isabel Ficker Gunnar Ficker BRA Brasil | Felipe Robles Andrés Guevara Paula Herman CHI Chile |
| Nacra 17 detalhes  | Riley Gibbs Anna Weis USA Estados Unidos                  | Mateo Majdalani Eugenia Bosco ARG Argentina             | Samuel Albrecht Gabriela Nicolino BRA Brasil        |

## Quadro de medalhas
| Ordem | País               | Medalha de ouro | Medalha de prata | Medalha de bronze |    |
| ----- | ------------------ | --------------- | ---------------- | ----------------- | -- |
| 1     | BRA Brasil         | 5               | 2                | 2                 | 9  |
| 2     | ARG Argentina      | 2               | 3                | 2                 | 7  |
|       | USA Estados Unidos | 2               | 3                | 2                 | 7  |
| 4     | CAN Canadá         | 1               | 1                | 1                 | 3  |
| 5     | GUA Guatemala      | 1               |                  |                   | 1  |
| 6     | URU Uruguai        |                 | 2                |                   | 2  |
| 7     | PER Peru           |                 |                  | 2                 | 2  |
| 8     | ARU Aruba          |                 |                  | 1                 | 1  |
|       | CHI Chile          |                 |                  | 1                 | 1  |
| TOTAL | TOTAL              | 11              | 11               | 11                | 33 |